# Петер Бачі
Петер Бачі (угор. Bácsi Péter; нар. 15 травня 1983, Будапешт) — угорський борець греко-римського стилю, дворазовий чемпіон світу, дворазовий чемпіон, срібний та бронзовий призер чемпіонатів Європи, срібний призер Кубку світу, учасник трьох Олімпійських ігор.

## Біографія
Боротьбою почав займатися з 1991 року. Виступає за борцівський клуб «FTC» Будапешт.

## Спортивні результати на міжнародних змаганнях

### Виступи на Олімпіадах
| Змагання                    | Збірна   | Вагова категорія                 | Місце |
| --------------------------- | -------- | -------------------------------- | ----- |
| Літні Олімпійські ігри 2008 | Угорщина | греко-римська боротьба, до 74 кг | 5     |
| Літні Олімпійські ігри 2012 | Угорщина | греко-римська боротьба, до 74 кг | 14    |
| Літні Олімпійські ігри 2016 | Угорщина | греко-римська боротьба, до 75 кг | 5     |

### Виступи на Чемпіонатах світу
| Змагання                        | Збірна   | Вагова категорія                 | Місце  |
| ------------------------------- | -------- | -------------------------------- | ------ |
| Чемпіонат світу з боротьби 2007 | Угорщина | греко-римська боротьба, до 74 кг | 7      |
| Чемпіонат світу з боротьби 2009 | Угорщина | греко-римська боротьба, до 74 кг | 19     |
| Чемпіонат світу з боротьби 2010 | Угорщина | греко-римська боротьба, до 74 кг | 20     |
| Чемпіонат світу з боротьби 2011 | Угорщина | греко-римська боротьба, до 74 кг | 8      |
| Чемпіонат світу з боротьби 2014 | Угорщина | греко-римська боротьба, до 80 кг | Золото |
| Чемпіонат світу з боротьби 2015 | Угорщина | греко-римська боротьба, до 75 кг | 8      |
| Чемпіонат світу з боротьби 2018 | Угорщина | греко-римська боротьба, до 82 кг | Золото |

### Виступи на Чемпіонатах Європи
| Змагання                         | Збірна   | Вагова категорія                 | Місце  |
| -------------------------------- | -------- | -------------------------------- | ------ |
| Чемпіонат Європи з боротьби 2008 | Угорщина | греко-римська боротьба, до 74 кг | Золото |
| Чемпіонат Європи з боротьби 2009 | Угорщина | греко-римська боротьба, до 74 кг | 12     |
| Чемпіонат Європи з боротьби 2010 | Угорщина | греко-римська боротьба, до 74 кг | Бронза |
| Чемпіонат Європи з боротьби 2011 | Угорщина | греко-римська боротьба, до 74 кг | Срібло |
| Чемпіонат Європи з боротьби 2013 | Угорщина | греко-римська боротьба, до 84 кг | 10     |
| Чемпіонат Європи з боротьби 2014 | Угорщина | греко-римська боротьба, до 80 кг | Золото |
| Чемпіонат Європи з боротьби 2017 | Угорщина | греко-римська боротьба, до 80 кг | 11     |

### Виступи на Кубках світу
| Змагання                    | Збірна   | Вагова категорія                 | Місце  |
| --------------------------- | -------- | -------------------------------- | ------ |
| Кубок світу з боротьби 2008 | Угорщина | греко-римська боротьба, до 74 кг | Срібло |
| Кубок світу з боротьби 2009 | Угорщина | греко-римська боротьба, до 74 кг | 8      |
| Кубок світу з боротьби 2015 | Угорщина | греко-римська боротьба, до 80 кг | 5      |

### Виступи на інших змаганнях
| Змагання                                                         | Збірна   | Вагова категорія                 | Місце  |
| ---------------------------------------------------------------- | -------- | -------------------------------- | ------ |
| Чемпіонат світу з боротьби серед студентів 2005                  | Угорщина | греко-римська боротьба, до 74 кг | 5      |
| Золотий Гран-прі з боротьби 2009                                 | Угорщина | греко-римська боротьба, до 74 кг | 10     |
| Гран-прі Німеччини з боротьби 2010                               | Угорщина | греко-римська боротьба, до 84 кг | 18     |
| Золотий Гран-прі з боротьби 2010 (Баку)                          | Угорщина | греко-римська боротьба, до 74 кг | Золото |
| Турнір Вехбі Емре 2011                                           | Угорщина | греко-римська боротьба, до 74 кг | Бронза |
| Золотий Гран-прі з боротьби 2011 (Сомбатгей)                     | Угорщина | греко-римська боротьба, до 74 кг | Бронза |
| Кубок Президента Казахстану з боротьби 2011                      | Угорщина | греко-римська боротьба, до 74 кг | Срібло |
| Золотий Гран-прі з боротьби 2011 (Баку)                          | Угорщина | греко-римська боротьба, до 84 кг | 12     |
| Меморіал Іона Корнеану 2011                                      | Угорщина | греко-римська боротьба, до 84 кг | Золото |
| Золотий Гран-прі з боротьби 2012 (Сомбатгей)                     | Угорщина | греко-римська боротьба, до 84 кг | Золото |
| Олімпійський кваліфікаційний турнір з боротьби 2012 (Софія)      | Угорщина | греко-римська боротьба, до 74 кг | Бронза |
| Олімпійський кваліфікаційний турнір з боротьби 2012 (Тайюань)    | Угорщина | греко-римська боротьба, до 74 кг | Бронза |
| Золотий Гран-прі з боротьби 2013 (Сомбатгей)                     | Угорщина | греко-римська боротьба, до 84 кг | Золото |
| Кубок Владислава Пітласинські 2013                               | Угорщина | греко-римська боротьба, до 84 кг | 5      |
| Кубок Ядегара Імама 2014                                         | Угорщина | греко-римська боротьба, до 80 кг | Золото |
| Золотий Гран-прі з боротьби 2014 (Сомбатгей)                     | Угорщина | греко-римська боротьба, до 80 кг | Бронза |
| Золотий Гран-прі з боротьби 2014 (Баку)                          | Угорщина | греко-римська боротьба, до 80 кг | Срібло |
| Гран-прі FILA 2015                                               | Угорщина | греко-римська боротьба, до 80 кг | Золото |
| Міжнародний турнір Любомира Івановича-Гедзи 2015                 | Угорщина | греко-римська боротьба, до 75 кг | Золото |
| Кубок Владислава Пітласинські 2015                               | Угорщина | греко-римська боротьба, до 80 кг | Золото |
| Гран-прі Угорщини з боротьби 2016                                | Угорщина | греко-римська боротьба, до 75 кг | 7      |
| Тор Мастерс 2016                                                 | Угорщина | греко-римська боротьба, до 80 кг | Золото |
| Олімпійський кваліфікаційний турнір з боротьби 2016 (Улан-Батор) | Угорщина | греко-римська боротьба, до 75 кг | Золото |
| Кубок Владислава Пітласинські 2016                               | Угорщина | греко-римська боротьба, до 80 кг | 5      |
| Гран-прі Угорщини з боротьби 2017                                | Угорщина | греко-римська боротьба, до 80 кг | Золото |
| Турнір Дана Колова — Николи Петрова 2017                         | Угорщина | греко-римська боротьба, до 85 кг | Золото |
| Турнір Г. Картозія і В. Балавадзе 2017                           | Угорщина | греко-римська боротьба, до 85 кг | 7      |
| Кубок Владислава Пітласинські 2017                               | Угорщина | греко-римська боротьба, до 80 кг | 11     |
| Cerro Pelado International 2018                                  | Угорщина | греко-римська боротьба, до 82 кг | Бронза |
| Гран-прі Угорщини з боротьби 2018                                | Угорщина | греко-римська боротьба, до 82 кг | Срібло |
| Гран-прі Німеччини з боротьби 2018                               | Угорщина | греко-римська боротьба, до 82 кг | Золото |

### Виступи на змаганнях молодших вікових груп
| Змагання                                       | Збірна   | Вагова категорія                 | Місце |
| ---------------------------------------------- | -------- | -------------------------------- | ----- |
| Чемпіонат світу з боротьби серед юніорів 2001  | Угорщина | греко-римська боротьба, до 69 кг | 12    |
| Чемпіонат Європи з боротьби серед юніорів 2002 | Угорщина | греко-римська боротьба, до 69 кг | 9     |
| Чемпіонат світу з боротьби серед юніорів 2003  | Угорщина | греко-римська боротьба, до 66 кг | 17    |